# EML Admiral Pitka (A230)
«Адмира́л Пи́тка» (эст. «Admiral Pitka») — фрегат вооруженных сил Эстонии, использовался в ВМС Эстонии как штабной корабль. Построен в 1975 году на датской верфи как сторожевой корабль. Первоначально носил имя «Бескюттерен» (Beskytteren). Дания передала корабль в дар Эстонии в 2000 году.

## История
Назван в честь эстонского военного и политического деятеля контр-адмирала Йохана Питки. Водоизмещение корабля составляло 1970 т, он был оснащён 76-мм пушкой, имел площадку для посадки вертолёта.
В 2007 году корабль принял участие в учениях «Noble Mariner 2007». С 2008 года корабль стоял на приколе в ожидании ремонта из-за отсутствия финансирования. 13 июня 2013 года корабль был выведен из состава эстонского флота и утилизирован на Таллинской судоверфи концерна BLRT Grupp.